# Wendy Luhabe
Wendy Yvonne Nomathemba Luhabe, née le 29 mai 1957 à Daveyton (en) en Afrique du Sud, est une entrepreneuse sud-africaine. 
Après 10 ans d’activité pour des entreprises internationales qui la mènent en Europe et aux États-Unis, elle revient en 1991 en Afrique du Sud, au moment de l'abolition des dernières lois de l'Apartheid et se consacre à l'entrepreneuriat social et, notamment, à un fonds d’investissement favorisant le travail des femmes.

## Biographie
Elle est née le 29 mai 1957, en plein apartheid, à Daveyton (en), un township situé à côté de Benoni, à l’est de Johannesburg, dans une famille aux revenus très modestes,. 
Elle a l’opportunité de poursuivre des études supérieures à l’université de Fort Hare, puis à partir de 1976, à l’université nationale du Lesotho. Elle effectue ensuite un parcours de 10 ans dans des entreprises privées, exerçant dans le marketing, pour Vanda Cosmetics en Afrique du Sud, puis pour BMW en Allemagne et aux États-Unis.
En 1991, lorsque les dernières lois de l'Apartheid sont abolies par le président Frederik de Klerk et que se négocie une nouvelle constitution sud-africaine, Wendy Luhabe revient dans son pays natal où elle fonde Bridging The Cap [Combler le fossé], une entreprise de formation facilitant l'insertion en entreprise. En 1993, elle crée avec Louisa Mojela le Women Investment Portfolio Holdings (WIPHOLD) pour aider l’emploi des femmes et la création d’entreprises par des femmes. L’objectif est de favoriser l’indépendance économique des femmes dans la nouvelle Afrique du Sud post apartheid,. WIPHOLD devient, en 1999, la première société dirigée par des femmes cotée à la bourse de Johannesburg. Toutefois, l’entreprise se retire de cette cotation en 2003, ces fondatrices souhaitant garder le contrôle de ce fonds d’investissement. Il compte en 2010 200 000 bénéficiaires et est détenu à 50 % par des Noirs et à 70 % par des femmes.
Wendy Luhabe est mariée à Mbhazima Samuel Shilowa, qui fut membre du Congrès national africain (ANC) et premier ministre de la province de Gauteng (de 1999 à 2008) avant de devenir en 2008 un des dirigeants du Congrès du Peuple (Congress of the People), un nouveau parti politique fondé par des dissidents de l’ANC.